# Telêmaco Borba
Telêmaco Borba – miasto i gmina w Brazylii, w stanie Parana. Znajduje się w mezoregionie Centro Oriental Paranaense i mikroregionie Telêmaco Borba.